# Joseph A. Davis
Joseph Arthur Davis, född 28 juni 1987 i Massachusetts i USA, är en svensk-amerikansk författare inom genren fantasy.
Joseph A. Davis fick sitt genombrott med boken Markus av Trolyrien i serien med samma namn, som är en fantasy-roman för barn och ungdomar i åldern 10–15 år, och den var en av de utvalda verken i Världsboklådan under Världsbokveckan 2020. Hans efterföljande serie, Kampen om Tusenvärld, vann år 2024 Fantastikrådets guldmedalj i kategorin 9–12 år.

## Biografi
Joseph Arthur Davis föddes på Newton-Wellesley Hospital i Newton i Middlesex County i Massachusetts, men är uppvuxen i Easton i Bristol County i Massachusetts i USA. Easton är ett skogs- och träskrikt landskap som har givit upphov till flera lokala skrönor, myter och sägner. Davis tillbringade sin barndom i dess natur och skogen där gav, enligt honom själv, stor inspiration till fantasin som ligger till grund för hans författarskap. Och enligt Joseph A. Davis själv, improviserade fadern ofta fram egna sagor på kvällarna med inlevelserik berättaranda.
Läsningen kom i gång sent för Joseph A. Davis under skolgången. Han började inte läsa flytande förrän i årskurs tre. När han väl hade lärt sig läsa, började han sluka böcker. Hans intresse för fantasy väcktes till liv när han läste Bilbo – En hobbits äventyr av J.R.R. Tolkien (1892–1973) när han var i nio-tioårsåldern.
Vid North Park University i Chicago, studerade han tre huvudämnen: Skandinaviska studier, ungdomsverksamhet och teologi. Efter flytten till Sverige, avlade han gymnasielärarexamen vid Karlstads universitet med behörighet mot naturkunskap och svenska som andraspråk.
Joseph A. Davis flyttade till Sverige när han fick arbete som ungdomsledare för en engelsktalande kyrkoförsamling i Göteborg. Senare flyttade han till Arvika för att fortsätta som ungdomsledare, men då för en svensktalande kyrkoförsamling.

## Författarskap
Joseph A. Davis har utgivit, på svenska, tre fantasy-romaner i serien Markus av Trolyrien; fyra fantasy-romaner och en antologi i serien Kampen om Tusenvärld samt två böcker i serien Marduriens ljus. Han har även översatt, till engelska, den första boken i Kampen om Tusenvärld: Dunkelstjärnan, Adventures in Thousandworld: The Darkenstar (Boken är översatt av författaren själv, men omarbetad till brittisk engelska av förlaget) och har skrivit trilogin Edgar and the Dragon.
Det var arbetet som ungdomsledare som ledde Davis in på författarspåret. När han arbetade i kyrkans ungdomsverksamhet i Arvika, råkade en konfirmand ut för en skidolycka och blev sängliggande på sjukhus under en månad. För att muntra upp den skadade pojken, började Davis skriva på en berättelse om en pojke, Markus av Trolyrien, som råkar ut för ett snarlikt öde, men som snart befinner sig i ett fantasy-äventyr.
För att förbättra sin skrivförmåga i det svenska språket, skickade Davis in berättelsen till en lektör för lektörsläsning. Lektörens enda egentliga invändning var att den var för kort och Joseph A. Davis fick skriva ytterligare två tredjedelar, eftersom förlaget ville ge ut boken.

## Serier och böcker på svenska
- Markus av Trolyrien

1. Markus av Trolyrien, Pärlan förlag[13]
2. Verarnas drottning, Pärlan förlag[14]
3. Xirianas gåta, Pärlan förlag [15]

- Kampen om Tusenvärld

1. Dunkelstjärnan (del 1), Stevali förlag, 2020[16]
2. Spegelbilden (del 2), Stevali förlag, 2021[17]
3. Skaparkrafter (antologi), Stevali förlag, 2022[18]
4. Skuggpenseln (del 3), Stevali förlag, 2022[19]
5. Hjärtedolken (del 4), Stevali förlag, 2023[20]

- Marduriens ljus

1. Lögnspiran - Marduriens ljus 1, Pärlan förlag[21]
2. Ödestornet - Marduriens ljus 2, Pärlan förlag[22]

## Kampen om Tusenvärld
Idén till serien Kampen om Tusenvärld föddes vid Banantorget i Nynäshamn efter ett av författarens besök på en skola. Han väntade på en förälder som han skulle möta upp för en signering av en bok. Under tiden han satt och väntade, reflekterade han över den kreativitet som eleverna han mött under författarbesöket på skolan uppvisade. Han började fundera på hur en värld där kreativitet fungerar snabbare och med större kraft skulle se ut, och det är de tankarna som Kampen om Tusenvärld bygger på.
Kampen om Tusenvärld vann år 2024 Fantastikrådets guldmedalj i kategorin 9-12 år.
Eftersom Kampen om Tusenvärld var inspirerad av mötet med eleverna från författarbesöket, bjöd Joseph A. Davis in elever att bidra till sin antologi Skaparkrafter. Hundratals elever deltog i tävlingen om att få komma med i antologin med sina alster. Temat för antologin är detsamma som det underliggande temat om flykt i bokserien och därför beslutade Davis att skänka royaltyn till FN:s flyktingkommissariat, UNHCR.